# 寶永地震
寶永地震（日语：宝永地震）是日本有记录以来最強烈的地震，在江戶時代的1707年10月28日（寶永4年10月初4日）於當地時間在下午2點發生，震央大約位於在今日的和歌山縣南端以南30公里處外海。該次地震在整個本州西南部、四國以及九州東南部地區造成了中度到嚴重等不同程度的損害。因為強烈的主震以及所引發破壞性的巨大海嘯，導致了至少5,000人到20,000人罹難與大量財產建築物的損失，該次地震也被認為與事發大約49天之後的寶永大噴發有關係。

## 破壞
總共有60,000棟房屋在該次地震中倒塌，其中有20,000棟房屋被巨大海嘯沖走，罹難人數在5,000人到20,000人之間。靜岡縣的山區在該次地震之後發生了至少一起大型山體滑坡事件；這起山體滑坡的規模為日本有紀錄以來前三大之一，涵蓋面積大約為1.8平方公里，土方總共約為1.20億立方公尺，也被稱作為「大谷滑坡」。
在奈良縣的盆地發生了土壤液化。
該次地震也引發了浪高高度為25.7公尺的巨大海嘯。在高知縣的西南海岸，地震之後的引發巨大海嘯高達7.7公尺，有一些地區報稱超過10公尺到15公尺高度支海嘯。

## 外部連結
- 1707 宝永地震 （页面存档备份，存于） - 報告書